# Emma Hewitt

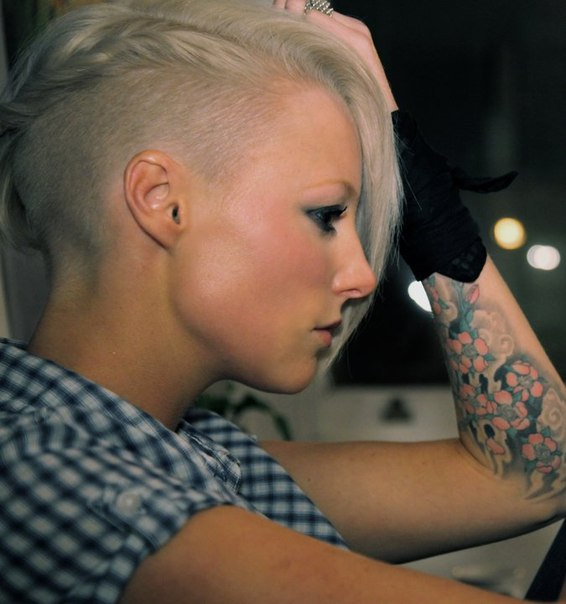
Emma Hewitt

Emma Louise Hewitt, född 28 april 1988 i Geelong, Australien, är en australisk sångerska och låtskrivare inom musikgenren trance. Hon är bosatt i Amsterdam.